# Belgien ved sommer-OL 2012
Belgien deltog ved Sommer-OL 2012 i London som blev arrangeret i perioden 27. juli til 12. august 2012. 

## Medaljer
| 2012 London | Guld | Sølv | Bronze | Total |
| Belgien     | 0    | 1    | 2      | 3     |

### Medaljevinderne
| Belgien ved sommer-OL 2012 i London | Belgien ved sommer-OL 2012 i London | Belgien ved sommer-OL 2012 i London | Belgien ved sommer-OL 2012 i London | Belgien ved sommer-OL 2012 i London |
| Medaljer                            | Atlet                               | Sport                               | Øvelse                              | Resultat                            |
| ----------------------------------- | ----------------------------------- | ----------------------------------- | ----------------------------------- | ----------------------------------- |
| Sølv                                | Lionel Cox                          | Skydning                            | 50 m rifle, liggende, herrer        |                                     |
| Bronze                              | Evi Van Acker                       | Sejling                             | Laser Radial, damer                 |                                     |
| Bronze                              | Charline Van Snick                  | Judo                                | 48 kg, damer                        |                                     |